# Léon Moreau
Pour les articles homonymes, voir Moreau.
Léon Moreau, né le 13 juillet 1870 à Brest et mort le 11 avril 1946, est un compositeur français, second Prix de Rome en 1899.
Professeur de piano et d'écriture musicale à Brest, compositeur de musique de film de cinéma muet (1894-1929), il a composé des morceaux pour saxophone pour Elise Hall.

## Biographie
À l'issue de ses études secondaires Léon Moreau est  bachelier ès lettres et bachelier ès sciences.  Il entra au Conservatoire, où il est lauréat d'harmonie. 
Pianiste il donne de nombreux concerts (Concerts Lamoureux) tant en France qu'en Europe ou en Amérique.
Son œuvre de compositeur est importante et  variée : théâtre, musique de scène, œuvres d'orchestre, musique de chambre, piano et mélodies. Il écrit le plus souvent lui-même ses livrets de théâtre et les paroles de ses mélodies.

## Ouvrages
- Musique de film 
  - 1913 : L'Agonie de Byzance
  - 1922 : L'Agonie des aigles
  - 1928 : Madame Récamier (BNF 43164438)
- Myrialde, pièce en cinq actes et six tableaux,  1912,  théâtre de Nantes.
- Invocation à Bouddha, ballet créé au Casino de Vichy, 1909
- Pierrot décoré, pantomime, en collaboration avec Jules Lévy pour le livret, créée à la Comédie-Française, 1914
- Six vocalises pour voix de basse , Paris, ed. A.  Launer[2]
- Sur la Mer lointaine, poème symphonique (190l)
- Suite symphonique en quatre parties (1905);
- Concerto pour piano et orchestre (1903).
- Pastorale en trois parties pour saxophone en mi bémol ou violon, et orchestre (1912)

## Distinctions
- Chevalier de la Légion d'honneur[3],
- Officier de l'ordre des Palmes académiques (Officier d'instruction publique),
- Grand Prix de Rome,
- Président du Groupe des chorales d'hommes.